# Beachvolley vid lusofoniska spelen
Lusofoniska spelen har haft en turnering i beachvolley vid varje upplaga av spelen.

## Resultat per upplaga

### Damer
| Upplaga              | Upplaga | Podium                                       | Podium                          | Podium                                  |
| Säsong               | Värd    | Mästare                                      | Tvåa                            | Trea                                    |
| -------------------- | ------- | -------------------------------------------- | ------------------------------- | --------------------------------------- |
| 2006 mer information | Macau   | Camilla Saldanha Liliane Maestrini Brasilien | Ana Richa Elize Maia Brasilien  | Sandra Juliana Portugal                 |
| 2009 mer information | Oeiras  | Liliane Maestrini Luana Madeira Brasilien    | Rosa Costa Ana Freches Portugal | Fabiane Boogaerdt Taiana Lima Brasilien |
| 2014 mer information | Panaji  | A. Freches J. Antunes Portugal               | W. Sujeewa G. Lalani Sri Lanka  | S. Chongo J. Roque Moçambique           |

### Herrar
| Upplaga              | Upplaga | Podium                                | Podium                                | Podium                                     |
| Säsong               | Värd    | Mästare                               | Tvåa                                  | Trea                                       |
| -------------------- | ------- | ------------------------------------- | ------------------------------------- | ------------------------------------------ |
| 2006 mer information | Macau   | Billy Maciel Giuliano Costa Brasilien | Pedro Rosas José Pedrosa Portugal     | Miguel Maia Rogério Lopes Portugal         |
| 2009 mer information | Oeiras  | José Pedrosa Hugo Gaspar Portugal     | Thiago Barbosa Jan Ferreira Brasilien | Rogério Ferreira Bernardo Romano Brasilien |
| 2014 mer information | Panaji  | José Pedrosa Pedro Rosas Portugal     | W. Rathnapala M. Perera Sri Lanka     | P. Ekanayaka A. Pradeep Sri Lanka          |